# 临城站 (河北省)
临城站位于中华人民共和国河北省邢台市临城县东镇镇，紧邻107国道，建于1903年。距北京丰台站332公里，距广州站1951公里。现为四等站。客运办理旅客乘降，行李、包裹托运；货运办理整车、零担货物发到。该站曾于2006年停办客运业务，2016年6月28日恢复办客。

## 旅客列车目的地
| 列车所属路局 | 目的地       |
| ------------ | ------------ |
| 西安局集团   | 北京西       |
| 北京局集团   | 杭州、秦皇岛 |
| 成都局集团   | 成都西       |
| 南宁局集团   | 北京西       |